# Skyroads
Skyroads (stiliserat SkyRoads) är ett datorspel i plattformsspelsgenren, utvecklat av BlueMoon Software och utgivet av Creative Dimensions 1993 till MS-DOS. Spelaren styr ett rymdskepp på plattformar genom rymden. Man ska undvika olika hinder och hål utan att få slut på bränsle och syre.